# Palmoli
Palmoli est une commune de la province de Chieti dans la région Abruzzes en Italie.

## Administration
| Période                                  | Période  | Identité             | Étiquette             | Qualité |
| ---------------------------------------- | -------- | -------------------- | --------------------- | ------- |
| 14 juin 2004                             | En cours | Roberta Zita Marulli | Rinnovamento Italiano |         |
| Les données manquantes sont à compléter. |          |                      |                       |         |

### Hameaux
Fonte la casa, Immerse, Melania, Pezzo Grosso, Cannavela, Santo Ianni 

### Communes limitrophes
Carunchio, Celenza sul Trigno, Dogliola, Fresagrandinaria, Furci, Liscia, San Buono, Tufillo